# Casting Society of America
De Casting Society of America (CSA) is een Amerikaanse beroepsorganisatie voor casting-regisseurs voor film, televisie en theater. De organisatie werd opgericht in 1982 in Los Angeles. Behalve voor Amerikaanse casting-regisseurs zet de organisatie zich ook in voor casting-regisseurs in Australië, Canada, Italië en het Verenigd Koninkrijk. 

## Lidmaatschap
Er zijn momenteel ongeveer 350 casting-regisseurs lid van de organisatie. Om lid te worden moet een casting-regisseur:
- sponsorbrieven hebben van ten minste twee huidige leden van de CSA
- twee jaar bekendstaan als primaire casting-regisseur

## Artios Awards
Sinds oktober 1985 reikt de Casting Society of America jaarlijks de Artios Awards uit ter erkenning van prestaties op het gebied van casting. De prijs wordt in 18 verschillende categorieën uitgereikt.